# Коспанов Шапет Коспанович
Шапет Коспанович Коспанов (5 грудня 1914, аул Єсіль, тепер місто Акмолинської області, Республіка Казахстан — 14 липня 2006, місто Алмати, Республіка Казахстан) — радянський державний діяч, 1-й секретар Західно-Казахстанського (Уральського) обласного комітету КП Казахстану, секретар ЦК КП Казахстану. Член Бюро ЦК КП Казахстану у 1975—1978 роках. Член ЦК КПРС у 1966—1976 роках. Депутат Верховної Ради СРСР 6—9-го скликань.

## Життєпис
У 1936 році закінчив Алма-Атинський зоотехнічно-ветеринарний інститут, зоотехнік.
У 1936—1947 роках працював старшим зоотехніком, економістом в радгоспах «Сенжар», «Пресновський», старшим зоотехніком Петропавловського тресту радгоспів, головним зоотехніком Павлодарського тресту радгоспів.
Член ВКП(б) з 1944 року.
У 1947—1948 роках — головний, старший зоотехнік Міністерства радгоспів Казахської РСР.
У 1948—1951 роках — головний зоотехнік Акмолинського тресту радгоспів.
У 1951—1953 роках — начальник Управління тваринництва Міністерства радгоспів Казахської РСР. У 1953 році — начальник Управління тваринництва Міністерства сільського господарства і заготівель Казахської РСР.
У 1953—1957 роках — головний зоотехнік, головний інспектор по великій рогатій худобі Міністерства радгоспів Казахської РСР.
У 1957—1959 роках — начальник Управління вівчарства; начальник Головного управління тваринництва Міністерства сільського господарства Казахської РСР.
У 1959 — січні 1961 року — секретар, 2-й секретар Кустанайського обласного комітету КП Казахстану.
У січні 1961 — травні 1962 року — 1-й секретар Західно-Казахстанського обласного комітету КП Казахстану. У травні 1962 — січні 1963 року — 1-й секретар Уральського обласного комітету КП Казахстану.
У січні 1963 — грудні 1964 року — 1-й секретар Уральського сільського обласного комітету КП Казахстану.
У грудні 1964 — квітні 1975 року — 1-й секретар Уральського обласного комітету КП Казахстану.
25 квітня 1975 — 18 грудня 1978 року — секретар ЦК КП Казахстану.
З грудня 1978 року — персональний пенсіонер.
У 1979—1982 роках — начальник підвідділу Державного планового комітету Казахської РСР.
Помер 14 липня 2006 року.

## Родина
Дружина — Коспанова Шолпан Рахметівна. Сини Еділь, Алім та Болат. Дочка Айгуль.

## Нагороди і звання
- три ордени Леніна
- орден Жовтневої Революції
- два ордени Трудового Червоного Прапора
- два ордени «Знак Пошани»
- медаль «За трудову доблесть»
- медалі
- Заслужений зоотехнік Казахської РСР